# Fußballnationalmannschaft der DDR (U-19-Junioren)
Die U-19-Fußballnationalmannschaft der DDR war eine Auswahlmannschaft von Fußballspielern aus der DDR. Sie gehörte als Juniorenauswahl zum Deutschen Fußball-Verband und repräsentierte ihn international auf U-19-Ebene. Sie existierte für einen einzigen Auftritt bei einer U-19-Europameisterschaft.

## Geschichte

### Einmaliger Wettbewerb
Zur Zeit der Existenz der DDR wurde die Junioreneuropameisterschaften noch als U-18-Wettbewerb geführt. Im Falle der 1986er EM-Endrunde wurde das Turnier aber nicht während der oder im direkten Anschluss an die Saison 1985/86 ausgetragen, sondern erst im Laufe der Spielzeit 1986/87 der kontinentale Champion ermittelt. Da die besten 18-jährigen Fußballer des Landes zu diesem Zeitpunkt bereits dem Juniorenbereich auf Club- bzw. Gemeinschaftsebene entwachsen waren, wurde die ostdeutsche Auswahl nunmehr in einer Vielzahl von Veröffentlichungen, unter anderem im Fachblatt fuwo, als U-19 geführt.

### Personal und Turnierverlauf
Trainer der Mannschaft beim Titelgewinn in Jugoslawien im Herbst 1986 war Ex-Nationalspieler Eberhard Vogel. Assistiert wurde der Oberligarekordspieler von Wilfried Gröbner. Zu den tragenden Säulen des Siegerkaders, der mit einem 2:0-Sieg im Viertelfinale gegen Gastgeber Jugoslawien ins Turnier startete, zählten Matthias Sammer, Rico Steinmann, Axel Kruse (zwei Endrundentreffer in drei Partien) und Mannschaftskapitän Karsten Neitzel. Im Halbfinale hatte die ostdeutsche Vertretung die DFB-Junioren um Alexander Strehmel und Oliver Bierhoff mit 1:0 durch das Siegtor Kruses ausgeschaltet. Die Finalformation in der Vojvodina gegen die Italiener mit Gianluigi Lentini lautete wie folgt:
| 15. Oktober 1986 UEFA-Junioren-EM Finale DDR – Italien 3:1 in Subotica. |
| --- |
| DDR: Holger Hiemann – Karsten Neitzel – André Barylla, Thomas Ritter – Dirk Schuster, Jörg Prasse (89. Hendrik Herzog), Rico Steinmann, Marco Köller, Stefan Minkwitz – Axel Kruse (68. Uwe Jähnig), Matthias Sammer. Tore: Kruse, Sammer, Köller. |

### Weiterer Werdegang des Europameisters
Als U-20 der DDR holte das nahezu identische Team gut ein Jahr später bei der WM in Chile die Bronzemedaille. Zuvor spielte das Team gegen Ende der Spielzeit 1986/87 zur Vorbereitung der U-20-WM als U-19 ein internationales Turnier in den Niederlanden. Dort gewann die Elf um Matthias Sammer, der mit zehn Toren bester Torschütze der Veranstaltung war, im Finale gegen den IFK Göteborg.

### Keine wirkliche Wiederbelebung 1988
In der Vorbereitung auf die Junioren-WM 1989 in Saudi-Arabien spielte die Bronzeelf der U-18-EM 1988 in der 2. Jahreshälfte 1988 einige Testländerspiele, die im DDR-Fachblatt fuwo zunächst noch als U-19- oder Nachwuchsländerspiele bezeichnet wurden. In den letzten beiden Vorbereitungsspielen im November dieses Jahres sowie vor und beim Turnier selbst im Februar 1989 war bei der Firmierung aber wieder von der U-20-Auswahl in der ostdeutschen Presse die Rede.

## Teilnahme an U18-(bzw. U-19-)Europameisterschaft
| 1986 | Sieger |

## Trivia
Die Junioreneuropameister erhielten Ende 1986 im Rahmen einer Leserumfrage in der Kategorie Mannschaft vor den Schwimm- und Volleyballnationalmannschaften der Frauen, die auf den Plätzen 2 und 3 einkamen, die Auszeichnung Sportler des Jahres in der DDR.